# Google Lunar X Prize
Google Lunar X Prize est une compétition internationale organisée par la Fondation Xprize et parrainée par Google, opposant des équipes d'ingénieurs et techniciens travaillant en dehors du cadre institutionnel des agences spatiales pour concevoir, fabriquer et poser un engin spatial sur la surface de la Lune. Le concours lancé en 2007 a été clos en 2018 sans qu'aucune équipe n'ait réussi à lancer un engin spatial. Cinq équipes ont néanmoins poursuivi leurs travaux. L'équipe israélienne a réussi à lancer son alunisseur Beresheet en février 2019. Celui-ci est parvenu à s'insérer en orbite lunaire mais il s'est écrasé le 11 avril durant la phase de descente vers la surface de la Lune.

## Contexte
Le concours Google Lunar X Prize, créé en 2007 prévoyait de verser 20 millions de dollars américains à la première équipe capable d'envoyer avant une date donnée (initialement 2015 puis mars 2018) un robot sur la surface de la Lune à condition que celui-ci parcoure sur le sol lunaire au moins 500 mètres et qu'il transmette des vidéos et des images à haute résolution. Cet objectif très ambitieux n'a été atteint en 2019 que par les agences spatiales de trois pays dans le monde (États-Unis, Union soviétique et Chine). Ce concours, créé sur le modèle du Ansari X Prize, avait pour objectif de stimuler le développement de l'activité spatiale en encourageant les solutions permettant d'abaisser les coûts de l'exploration du système solaire par des robots.

## Historique

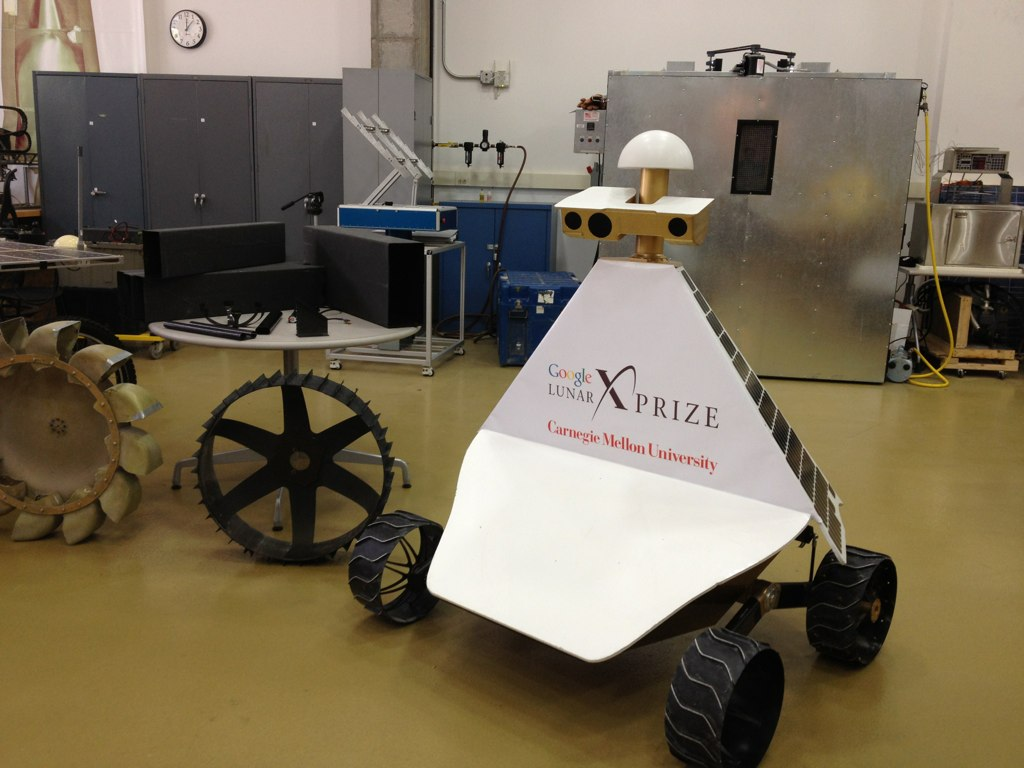
Ce rover lunaire robotisé de l'Université Carnegie-Mellon est destiné à explorer un jour la surface lunaire afin de remporter le Google Lunar X Prize.

Le projet est annoncé au festival « Wired Nextfest » organisé par le magazine Wired le 13 septembre 2007 à Los Angeles. Les équipes désirant y participer devaient s'enregistrer avant le 31 décembre 2010. La NASA devait être à l'origine le commanditaire de la compétition avant que cette dernière soit reprise par le domaine privé.
Mi-2012, 25 équipes (sur 36 équipes initiales) continuent l'aventure. L'objectif est de faire partir une fusée en 2015,. La diminution du nombre d'équipes en course s'explique par les fusions récurrentes de différentes équipes en une seule, ou les abandons.
En 2015, XPRIZE annonce le report de la limite de la compétition au 17 décembre 2017 à la condition qu'une équipe puisse garantir avant le 31 décembre 2015 l'établissement d'un contrat de lancement supervisé, ce qui est réalisé par deux équipes avant la date butoir.
Début 2016, 16 équipes restent en compétition. Deux sont en contrats avec des entreprises pour 2017 : l'équipe SpaceIL avec SpaceX, et l'équipe Moon Express avec Rocket Lab,, les autres devant obligatoirement garantir un contrat avant la fin de l'année 2016 pour rester dans la course.

## Annulation duGoogle Lunar X Prize
Aucune équipe n'ayant atteint les objectifs en mars 2018 Google annonce officiellement que le concours Google Lunar X Prize s'est achevé sans vainqueur. Toutefois cinq équipes (SpaceIL, Moon Express, Synergy Moon, Team Indus et Team Hakuto) décident de poursuivre leurs travaux malgré la disparition de la récompense financière. SpaceIL est la première équipe à lancer son alunisseur vers la Lune.

## La tentative d'atterrissage de l'atterrisseur israélien
SpaceIL, qui a réussi à collecter 88,5 millions de dollars, est la première équipe à lancer son alunisseur Beresheet qui décolle le 21 février 2019. La sonde spatiale réussit à s'insérer en orbite lunaire le 4 avril. Au cours des jours suivants Beresheet abaisse son périgée puis, le 11 avril 2019, entame sa descente vers le sol lunaire. La propulsion réduisant la vitesse rencontre des problèmes, son fonctionnement est interrompu avant de reprendre alors que l'altitude est déjà trop basse. L'équipe au sol perd le contact avec Beresheet alors que l'engin se trouve à une centaine de mètres de la surface de la Lune et que sa vitesse est encore de plusieurs centaines de km/h. La sonde, insuffisamment ralentie, s'écrase sur le sol lunaire.

### Sources primaires (GLXP)
1. ↑  (en) « Overview », sur Google Lunar XPRIZE
2. ↑  (en) « GLXP By the Numbers », sur Google Lunar XPRIZE
3. ↑  (en) « Deadline For $30 Million Google Lunar XPRIZE Extended To End of 2017 », sur Google Lunar XPRIZE (consulté le 18 février 2016)
4. 1 2  (en) « Israeli Google Lunar XPRIZE Team Is First to Sign Launch Agreement For Private Mission to the Moon on SpaceX Falcon 9 », sur Google Lunar XPRIZE (consulté le 18 février 2016)
5. ↑  (en) « XPRIZE Verifies Moon Express Launch Contract, Kicking Off New Space Race », sur Google Lunar XPRIZE (consulté le 18 février 2016)
6. ↑  (en) « FAQ », sur Google Lunar XPRIZE (consulté le 18 février 2016)